# 浮渡河
浮渡河，位于中华人民共和国辽宁省辽东半岛南部的一条河流，发源于瓦房店市万家岭镇冒山村以东老帽山西麓，向西流至万家岭镇转西北流，过许屯镇后成为瓦房店市与盖州市之间的界河，经瓦房店李官镇和盖州市二台乡石棚山村、归州街道等地，过滨海路（228国道）浮渡河大桥后注入渤海。河流全长45千米，流域面积474平方千米，年均径流量0.85亿立方米。浮渡河流域农业发达，上游有万家岭李子农业现代园区，水果种植为支柱产业。中游北岸盖州市石鹏山村有一处青铜器早期的巨石纪念性建筑－石棚山石棚，是中国东北地区目前保存时间最长的地上建筑，为全国重点文物保护单位。